# 이청아
이청아 (한국 한자: 李淸娥, 1984년 10월 29일 ~ )는 대한민국의 배우이다. 아버지 이승철도 배우였으며, 본관은 연안 이씨이다.

## 학력
- 성포초등학교 (졸업)
- 성포중학교 (졸업)
- 성안고등학교 (졸업)
- 한양대학교 연극영화학과 (졸업)

## 출연 작품

### 드라마
- 2005년 SBS 주말 특별기획 미니시리즈 《해변으로 가요》 ... 윤소라 역
- 2006년 SBS 금요 미니시리즈 《나도야 간다》 ... 다슬 역
- 2008년 MBC 드라마넷 토요 미니시리즈 《별순검 시즌2》 ... 한다경 역
- 2009년 KBS2 수목 미니시리즈 《그저 바라보다가》 ... 구민지 역
- 2009년 ~ 2010년 KBS1 저녁 일일연속극 《다함께 차차차》 ... 한수현 역
- 2010년 SBS 저녁 일일연속극 《호박꽃 순정》 ... 박순정 역
- 2011년 tvN 월화 미니시리즈 《꽃미남 라면가게》 ... 양은비 역
- 2013년 SBS 주말극장 《원더풀 마마》 ... 오다정 역
- 2014년 tvN 월화 미니시리즈 《고교처세왕》 ... 매력녀 역 (특별출연)
- 2014년 KBS2 드라마스페셜 《KBS 드라마 스페셜 - 운동화를 신은 신부》 ... 박보경 역
- 2015년 E채널 일요 미니시리즈 《라이더스: 내일을 잡아라》 ... 윤소담 역
- 2016년 OCN 일요 미니시리즈 《뱀파이어 탐정》 ... 요나 / 은혜 역
- 2016년 MBC 수목 미니시리즈 《운빨로맨스》 ... 한설희 역
- 2017년 tvN 월화 미니시리즈 《이번 생은 처음이라》 ... 고정민 역 (특별출연)
- 2017년 웨이브 오리지널 드라마 《회사를 관두는 최고의 순간》 ... 선희 역
- 2018년 MBC EVERY1 금요 미니시리즈 《단짠 오피스》 ... 도은수 역
- 2019년 JTBC 금토 미니시리즈 《아름다운 세상》 ... 강준하 역
- 2019년 SBS 월화 미니시리즈 《VIP》 ... 이현아 역
- 2020년 JTBC 월화 2부작 미니시리즈 《안녕 드라큘라》 ... 이소정 역
- 2020년 ~ 2021년 tvN 월화 미니시리즈 《낮과 밤》 ... 제이미 레이튼 역
- 2022년 SBS 금토 미니시리즈 《천원짜리 변호사》 ... 이주영 역
- 2023년 Netflix 시리즈 《셀러브리티》 ... 윤시현 역
- 2023년 MBC 금토 미니시리즈 《연인》 ... 각화 역
- 2024년 쿠팡플레이, JTBC 미니시리즈 《하이드》 … 하연주 / 주 상무 역

### 영화
| 연도 | 제목                         | 역할                     | 비고     |
| ---- | ---------------------------- | ------------------------ | -------- |
| 2002 | 성냥팔이 소녀의 재림         | 소주방 여자              |          |
| 2002 | 눈물                         | 소녀                     |          |
| 2003 | 해피 에로 크리스마스         | 이해민                   |          |
| 2004 | 이공 - 편의점 2시            | segment 편의점, 새벽두시 |          |
| 2004 | 늑대의 유혹                  | 정한경                   |          |
| 2006 | 썬데이 서울                  | 영자                     |          |
| 2007 | 동갑내기 과외하기 레슨 2     | 기타노 준꼬              |          |
| 2008 | 좋은놈 나쁜놈 이상한놈       | 송이                     |          |
| 2010 | 첫사랑 열전                  | 한서연                   |          |
| 2010 | 김종욱 찾기                  | 서지혜                   | 특별출연 |
| 2010 | 멋진 하루                    | 이웃집 여자              |          |
| 2013 | 더 파이브                    | 박정하                   |          |
| 2014 | 어느 날 첫사랑이 쳐 들어왔다 | 에리카                   |          |
| 2014 | 반짝반짝 두근두근            | 은수                     |          |
| 2015 | 연평해전                     | 최윤정 대위              | 특별출연 |
| 2017 | 해빙                         | 오미연                   |          |
| 2017 | 거미맨                       | 민주                     |          |
| 2019 | 다시, 봄                     | 은조                     |          |

### 예능
- 《시골경찰 3》 (2018년, MBC Every1)
- 《시골경찰 4》 (2018년, MBC Every1)
- 《맛남의광장》 (2021년 SBS) 게스트

### 연극
- 2016년~2017년: 《꽃의 비밀》... 모니카 역

### 뮤직 비디오
- 2004년: 린 - 사랑했잖아
- 2005년: 버즈 - 겁쟁이
- 2008년: 류주환 - 웃어도 눈물이...
- 2010년: V.O.S - Full Story
- 2010년: 일렉트로보이즈 - 전화가 오네
- 2013년: 이승철 - 사랑하고 싶은
- 2015년: 거미 - 해줄 수 없는일(Remake)
- 2023년: 김수영 - 비틀비틀

## 음반
- 2015년 《라이더스: 내일을 잡아라 OST Part 3》

## 수상 및 후보
| 연도 | 시상식                   | 부문                             | 작품                    | 결과 |
| ---- | ------------------------ | -------------------------------- | ----------------------- | ---- |
| 2004 | 제25회 청룡영화상        | 신인여우상                       | 늑대의 유혹             | 후보 |
| 2005 | 제28회 황금촬영상        | 신인여우상                       | 늑대의 유혹             | 수상 |
| 2005 | 제42회 대종상            | 신인여우상                       | 늑대의 유혹             | 수상 |
| 2009 | KBS 연기대상             | 여자 신인상                      | 다함께 차차차           | 후보 |
| 2016 | 제10회 케이블TV 방송대상 | 베스트 캐릭터상                  | 라이더스: 내일을 잡아라 | 수상 |
| 2016 | MBC 연기대상             | 미니시리즈부문 여자 우수연기상   | 운빨로맨스              | 후보 |
| 2019 | SBS 연기대상             | 여자 조연상                      | VIP                     | 수상 |
| 2022 | SBS 연기대상             | 베스트 퍼포먼스상                | 천원짜리 변호사         | 수상 |
| 2023 | MBC 연기대상             | 미니시리즈부문 여자 최우수연기상 | 연인                    | 후보 |

## 홍보 대사
- 2009년: 한국장애인단체 총연맹 인권 홍보대사
- 2010년: 한국천연섬유패션 홍보대사
- 2013년: 부산 콘텐츠마켓 홍보대사
- 2020년: 울산 국제영화제 홍보대사